# Supriyo Bandyopadhyay
Supriyo Bandyopadhyay (1958) es un ingeniero eléctrico, académico e investigador estadounidense nacido en la India. Es profesor de Ingeniería Eléctrica e Informática de la Commonwealth en la Universidad de Virginia Commonwealth, donde dirige el Laboratorio de Dispositivos Cuánticos.
Bandyopadhyay es autor de más de 400 publicaciones de investigaciónsobre una amplia gama de temas, incluyendo espintrónica, straintronics, nanoelectrónica y aspectos relacionados de la nanotecnología. También es autor de tres libros de texto titulados Physics of Nanostructured Solid State Devices, Introduction to Spintronics, and Problem Solving in Quantum Mechanics: From Basics to Real World Applications for Materials Scientists, Applied Physicists and Device Engineers.
Bandyopadhyay es miembro del Instituto de Física (Reino Unido), el Instituto de Ingenieros Eléctricos y Electrónicos (IEEE),la Sociedad Electroquímica,la Sociedad Americana de Física y la Asociación Americana para el Avance de la Ciencia.

## Educación
Bandyopadhyay recibió su licenciatura en Ingeniería Electrónica y de Comunicaciones Eléctricas del Instituto Indio de Tecnología de Kharagpur en 1980. Luego obtuvo su maestría en Ingeniería Eléctrica de la Universidad del Sur de Illinois en 1982, y un doctorado en Ingeniería Eléctrica de la Universidad de Purdue en 1985.

## Carrera
Después de su doctorado, Bandyopadhyay tuvo un breve nombramiento como profesor asistente visitante de ingeniería eléctrica en la Universidad de Purdue antes de unirse a la Universidad de Notre Dame en 1987 como profesor asistente de ingeniería eléctrica. Desde 1990 hasta 1996, se desempeñó como profesor asociado allí. Posteriormente se unió a la Universidad de Nebraska-Lincoln como profesor de Ingeniería Eléctrica en 1996. En 2001, se unió a la Universidad de la Commonwealth de Virginia y tuvo un nombramiento principal como Profesor de Ingeniería Eléctrica en el Departamento de Ingeniería Eléctrica e Informática y un nombramiento de cortesía como Profesor de Física en el Departamento de Física. Desde 2011, se ha desempeñado como profesor de la Commonwealth de la Universidad de Virginia Commonwealth.
Bandyopadhyay se desempeñó como becario de ciencias Jefferson para las Academias Nacionales de Ciencia, Ingeniería y Medicina de los Estados Unidos durante 2020-2021, y fue asesor principal de la Oficina de Europa y Eurasia de USAID en la División de Energía e Infraestructura de Washington D. C. También es el presidente fundador del Comité Técnico de Spintrónica (Consejo de Nanotecnología) del Instituto de Ingenieros Eléctricos y Electrónicos (IEEE), y expresidente del Comité Técnico de Dispositivos y Circuitos Semiconductores Compuestos (Electron Device Society). Fue profesor distinguido de la IEEE Electron Device Society de 2005 a 2012, y fue profesor distinguido del Consejo de Nanotecnología del IEEE en 2016 y 2017. Ha sido vicepresidente del Consejo de Nanotecnología IEEE a cargo de las conferencias y actualmente se desempeña como vicepresidente de la misma organización a cargo de las publicaciones. Sirvió en el Comité de Becarios de la IEEE desde 2016 hasta 2018.